# Barbarizmus
A barbarizmus (< latin barbarismus < ógörög βαρβαρισμός barbariszmósz) terminus eredeti jelentése Arisztotelész használatában „érthetetlen nyelvezet, mint amilyen egy idegen nyelv”. Az ókori retorikában szavak elleni vétséget, szó helytelen használatát értették alatta, ami az egyik stíluserény, a nyelvi helyesség ellen vét, beleértve idegen szavak szokatlan használatát. A modern nyelvészetben a nyelvtörténet egy adott időpontjában érvényes mindenféle nyelvi norma szerinti hibát értenek barbarizmus alatt.

## A terminus értelmezése a nyelvészetben
A barbarizmust különféleképpen értelmezték nyelvészek az idő során.
A reneszánsz korában a humanisták az ókor felé fordították figyelmüket, és számukra egyes középkori latin kifejezések voltak idegenszerűek, tehát barbarizmusok a klasszikus latinhoz viszonyítva.
Később a nemzeti nyelvek kialakulása és sztenderdizálása kezdetekor ún. „nyelvtisztító” mozgalmak léteztek, amelyek szerint az idegen szavak általában voltak barbarizmusok. Például a magyar nyelv esetében a nyelvújítás korában az ezt a mozgalmat képviselő írástudók a latinizmusok és a germanizmusok használata ellen küzdöttek.
Több nyelv nyelvészetében is megvolt ez a nézet a barbarizmusról. Például az orosz nyelvészetben foglalkoztak a 18. és 19. században a nemesség zsargonjában használt francia szavakkal. Már a 18. században megjelentek francia szavak használatát kifigurázó irodalmi művek, olyanokat, mint флатировать flatyirovaty (< flatter ’hízelegni’), адорировать adorirovaty (< adorer ’imádni’), пансэ pansze (< pensée ’gondolat’). A román neylvészeti hagyományban is megvan az egyes társadalmi csoportok zsargonjában megjelent idegen szavak barbarizmuskénti kezelése. Ilyennek tekintették például a demoazelă (< francia demoiselle ’kisasszony’) vagy az animă (< olasz anima ’lélek’) szavakat.
Ugyancsak hagyományosan barbarizmusnak nevezik idegen szó használatát úgy, hogy nem felel meg a nyelv fonetikai (hangtani) és morfológiai (alaktani) szabályainak, vagy helyesírásának.
A modern nyelvészetben sem kezelik egységesen a barbarizmust.
Egyes nyelvészek folytatják a hagyományos értelmezést, például Constantinescu-Dobridor 1998 (lásd fentebb), aki még hozzáadja a barbarizmusok kategóriájához a nyelvben régen meglévő szavak torzított alakját is.
Bidu-Vrănceanu et al. 1997 azt állítja, hogy az európai nyelvészet általános értelmezésében a barbarizmus helytelen alakban vagy hibás jelentéssel használt szó, olyan beszélő által, aki nem ismeri eléggé az adott nyelv sztenderd változatát azért, mert nem az anyanyelve, vagy mert nincs meg anyanyelvében a sztenderd ismeretéhez elegendő iskolázottsági foka.
A barbarizmust jellemezheti a normához viszonyított [[[nyelvtan]]i hiba, de különféle értelmezések léteznek a grammatika azon területeit illetően, amelyekben megnyilvánul. Dubois 2002 pontosítja, hogy a barbarizmus a szó alakjára vonatkozik, például ige helytelen ragozására (pl. francia cueillira ’szedni fog’ cueillera helyett), vagy új szó képzésére meglévő szó helyett. Ilyen a solutionner ’megoldani’ ige (← solution ’megoldás’) a résoudre ’megoldani’ helyett. A szerkezeti, tehát szintaktikai (mondattani) hibát elkülöníti a barbarizmustól solécisme ’szolecizmus’ elnevezéssel. Ez az elkülönítés megvolt már az ókori retorikában is. Egyes hibák általánosan a nyelv szabályai ellen vétnek, nyelvváltozattól függetlenül, mások csak a sztenderd szabályaitól térnek el, egyes dialektusokban vagy szociolektusokban.
Bussmann 1998 szerint barbarizmus a hibásan kiejtett szó, a helyesírás ellen vétő írás és az egyeztetési hiba, amely a szintaxishoz tartozik. A szolecizmusban grammatikai szabály elleni vétséget lát, de nem pontosítja, hogy a grammatika melyik területén.
Szathmári 2008 megemlíti a „barbarizmus” szócikkben, hogy a klasszikus retorikában a mondattani vétség a szolecizmus, és ugyanott azt állítja, hogy a modern retorikában a barbarizmus „összefoglaló fogalom: olyan stíluseszközként használt szavak, szerkezetek tartoznak ide, amelyek sem hangalakilag, sem szerkezetileg nem illenek a nyelv sztenderd rendszerébe, illetve idegenszerűségükkel más nyelvek hatását tükrözik”.

## A barbarizmusok státusza
A barbarizmusoknak tekintett idegen szavak közül egyesek eltűnnek a nyelvből, de mások nem. Például a román nyelvből eltűntek olyan 19. századbeliek, mint a francia soirée ’estély’ vagy novitate (< olasz novità ’újdonság’), de mások fennmaradtak, pl. mersi (< francia merci ’kösz’) vagy bonjur (< francia bonjour ’jó napot’).
Egyes szavakról vagy jelenségekről különbözhet nyelvészek szerint az a vélemény, hogy barbarizmusok-e vagy sem, mivel használatuk terjedése révén a sztenderd felé való haladást mutathatnak. Például Dubois 2002 megemlíti, hogy a solutionner igét a purista nyelvészek barbarizmusnak tekintik. A Le Robert szótár „bírált szó”-ként jelöli meg. A Larousse szótár azt magyarázza róla, hogy nem lehet barbarizmusnak tekinteni, mivel szabályosan képzett a solution főnévből, és hogy valószínűleg azért terjedt el, mert a résoudre ragozása nehezebb. Mégis azt ajánlja, hogy kerüljék a gondozott nyelvhasználatban, főleg írásban. A TLFi szótár nem fűz hozzá semmiféle olyan megjegyzést, amely kiiktatná a köznyelvből. A románban használt mersi szó egy 1998-as szótárban még francia eredetű barbarizmus, ennek 2009-es kiadásában már csak bizalmas szó, egy másik, 2002-es szótárban csak egyszerűen indulatszó, egy 2010-esben pedig újból barbarizmus.
Az orosz helyesírásban sajátos helyzetet foglal el a ё betű, amely többnyire a [jo] hangkapcsolatnak, olykor pedig az [o] hangnak felel meg. Szabály szerint csak olvasni tanuló gyerekek és az oroszt idegen nyelvként tanulók számára készült szövegekben kötelező, valamint akkor, ha megtévesztő lehet nem használni. Más helyzetben megengedett helyette az e betű, amely elsősorban a [je] hangkapcsolatot írja le. Egyesek barbarizmusnak tartják nem használni minden szövegben a ё-t.
Szathmári 2008 szerint az irodalomban tudatosan használt barbarizmus elfogadott stílusalakzat. A prózában ilyen, a szerző korának sztenderdjétől való eltérések egyes szereplők beszédét hivatottak visszaadni, például:
Én pedig mátul fogva nem gondolkodom semmin, híreszteljétek ki, hogy meghaltam. Meglehet ugyan, hogy élek, hála a komáromi kapitulációnál kezembe nyomott geleitscheinnak, s dacára annak a muszka lándzsának, amely Szebennél az oldalamba törött. (Jókai Mór: Az új földesúr).
A költészetben ilyen egyénítési céllal alkalmazott barbarizmusok mellett metrikai vagy ritmikai okokból használtak is vannak:
Azzal vagdalkoznak némely / Nem t’om milyen emberek, (Petőfi Sándor: Okatootáia).